# Benifairó de la Valldigna
Benifairó de la Valldigna är en kommun i Spanien.   Den ligger i provinsen Província de València och regionen Valencia, i den östra delen av landet, 300 km sydost om huvudstaden Madrid. Antalet invånare är 1 646. Arean är 20,2 kvadratkilometer. Benifairó de la Valldigna gränsar till Alzira, Carcaixent, Simat de la Valldigna, Tavernes de la Valldigna, Xeraco och Xeresa. 
Terrängen i Benifairó de la Valldigna är huvudsakligen kuperad, men den allra närmaste omgivningen är platt.